# Ninjago: Das Vermächtnis des Grünen Ninjas
Das Vermächtnis des Grünen Ninjas, auch bekannt als Ninjago: Das Jahr der Schlangen oder Ninjago: Der grüne Ninja (Originaltitel Legacy of the Green Ninja) ist die zweite Staffel der computeranimierten Fernsehserie Ninjago: Meister des Spinjitzu (seit Staffel 11 nur Ninjago). Die Produzenten der Serie sind Michael Hegner und Tommy Andreasen. Die zweite Staffel der Serie wurde in Deutschland vom 20. Januar 2013 bis zum 24. Februar 2013 ausgestrahlt und spielte nach Staffel 1, die ebenfalls Das Jahr der Schlangen heißt.
Die zweite Staffel war ursprünglich als letzte Staffel der Serie geplant. Die Serie und die dazugehörige Lego-Ninjago-Produktlinie waren als dreijähriges Projekt geplant worden. Aufgrund der starken Leistung der Fernsehserie und der Produktlinie sowie des positiven Feedbacks in Online-Foren wurde die Serie jedoch über das Jahresende 2013 hinaus fortgesetzt.
Staffel 2 erzählt die Geschichte der Ninja, die ihr neues Teammitglied Lloyd Garmadon trainieren, um sich auf eine prophezeite Schlacht vorzubereiten. Lord Garmadon kehrt als Antagonist zurück, dessen hinterhältige Pläne dazu führen, dass Lloyd auf magische Weise zu einem Teenager gealtert wird. In dieser Staffel wird auch Lloyds Mutter Misako zum ersten Mal vorgestellt. Sie stellt außerdem das Ultraböse vor, das später in der Staffel und der restlichen Serie noch eine Rolle spielt.

## Entstehung und Veröffentlichung
| Figur              | Originalsprecher    | Deutscher Sprecher   | Episoden         |
| Protagonisten      | Protagonisten       | Protagonisten        | Protagonisten    |
| ------------------ | ------------------- | -------------------- | ---------------- |
| Lloyd Garmadon     | Jillian Michaels    | Christian Zeiger     | 1–13             |
| Kai                | Vincent Tong        | Wanja Gerick         | 1–13             |
| Jay Gordon         | Michael Adamthwaite | Tobias Nath          | 1–13             |
| Zane Julien        | Brent Miller        | Robin Kahnmeyer      | 1–13             |
| Cole               | Kirby Morrow        | Marcel Collé         | 1–13             |
| Nya                | Kelly Metzger       | Magdalena Turba      | 1–13             |
| Sensei Wu          | Paul Dobson         | Eberhard Prüter      | 1–13             |
| Antagonisten       |                     |                      |                  |
| Lord Garmadon      | Mark Oliver         | Klaus-Dieter Klebsch | 1–13             |
| Ultraböses         | Scott McNeil        | Tilo Schmitz         | 7–13             |
| Kozu               | Paul Dobson         | Ingo Albrecht        | 8, 10–13         |
| Weitere Charaktere |                     |                      |                  |
| Briefträger        | Michael Adamthwaite | Klaus-Peter Grap     | 2                |
| Kapitän Soto       | Alan Marriott       | Viktor Neumann       | 2, 4             |
| Dareth             | Alan Marriott       | Dennis Schmidt-Foß   | 2, 4, 8–9, 12–13 |
| Misako             | Kathleen Barr       | Joseline Gassen      | 7–13             |
| Dr. Julien         | Mark Oliver         | Gerald Schaale       | 9–13             |

Für die Episoden der 2. Staffel führten Martin Skov, Michael Helmuth Hansen, Peter Hausner, Trylle Vilstrup und Thomas Østergaard Poulsen Regie.
Die Animation für die zweite Staffel wurde bei Wil Film ApS in Dänemark produziert.
Die erste Episode der Staffel namens Finsternis zieht herauf wurde am 20. Januar 2013 auf Super RTL ausgestrahlt. Es dauerte gerade einmal einen Monat, bis die letzte Folge namens Der Ultimative Spinjitzu-Meister schließlich am 24. Februar 2013 ausgestrahlt wurde.

## Handlung
Info: Dieser Text wurde aus dem englischen Artikel der Staffel übersetzt.
Die Ninja beginnen, Lloyd zu trainieren, damit er seinem Vater im Kampf gegenübertreten kann, während Garmadon die Schlangen übernimmt, das Flugschiff an sich reißt und eine Megawaffe aus den goldenen Waffen herstellt. Garmadon lässt die ursprüngliche Besatzung des Flugschiffs unter der Führung von Captain Soto wieder auferstehen. Sie steuern das Schiff nach Ninjago City, aber die Ninja verwickeln sie in einen Kampf. Schließlich entkommt Garmadon mit dem Flugschiff. Garmadon erschafft Klone der Ninjas, um sie zu besiegen. Als sie an der Schule für böse Jungs ankommen, um sie zu besuchen, stellt sich heraus, dass sie von den Schülern reingelegt wurden. Die Klone kommen an der Schule an, um die Ninja zu bekämpfen, jedoch besiegen die Ninja ihre Fälschungen. Sie beschließen, an einem Straßenrennen namens Ninjaball Rennen teilzunehmen, um den großen Preis zu gewinnen, damit sie Dareths Mojo Dojo retten können. Garmadon beschließt, daran teilzunehmen, um den Ninja vom Sieg abzuhalten. Nach einem Kampf um den Sieg gewinnen die Ninja das Rennen knapp und Lloyd übernimmt das Flugschiff.
Im Ninjago Museum für Geschichte benutzt Garmadon die Mega-Waffe, um den ausgestorbenen Grundal wiederzuerwecken und die Ninja zu vernichten. Als die Ninja hereinplatzen, werden sie ebenfalls von der Waffe getroffen und in Kinder verwandelt. Später sind sie gezwungen, sich im Comic-Laden gegen den Grundal zu verteidigen, aber Meister Wu und Nya kommen an und Lloyd verwandelt den Grundal mit Hilfe von Tee von Morgen wieder in Knochen. Die Ninja werden in ihr normales Alter zurückverwandelt, aber Lloyd altert dadurch ebenfalls zum Teenager. Garmadon versucht, die Vergangenheit zu ändern, indem er die Bildung des Ninja-Teams verhindert. Deshalb folgen ihm die vier ursprünglichen Ninja durch ein Zeitportal zu dem Zeitpunkt, als Wu Kai zum ersten Mal traf. Es gelingt ihnen, die Zeitlinie wiederherzustellen, indem sie die Goldenen Waffen aus der Vergangenheit benutzen, um die Mega-Waffe ins All zu schießen, damit die Zeitreise nie passiert ist. Im Ninjago Museum wird Lloyd mit seiner Mutter Misako wiedervereint.
Nachdem er von Skales verraten wurde, findet sich Garmadon auf der Dunklen Insel mit der körperlosen Stimme des Ultrabösen wieder. Das Gift des großen Schlangenmeisters sickert in die Kanalisation Ninjagos und erweckt eine Samuraiarmee, die in Ninjago City Verwüstung anrichtet. Garmadon übernimmt die Kontrolle über die Armee mit Hilfe des Helms der Schatten. Die Ninjas, Lloyd, Sensei Wu und Misako reisen zur Dunklen Insel, um einen „Tempel des Lichts“ zu finden, der die Elementarkräfte der Ninjas wiederherstellen kann, werden aber von gefräßigen Seesternen angegriffen, die sich durch ihr Schiff fressen. Die Ninja reisen zur Dunklen Insel, um Garmadon aufzuhalten und den Tempel des Lichts zu erreichen, um ihre elementaren Kräfte zu nutzen und Lloyd die Goldene Macht zu verleihen. Es gelingt ihnen nicht, die dunkle Uhr aufzuhalten, die bis zur letzten Schlacht herunterzählt. Garmadons Superwaffe, Garmatron, wird benutzt, um dunkle Materie nach Ninjago zu schießen. Das Ultraböse entpuppt sich als der dunkle Herrscher aus der Prophezeiung. Er ergreift Besitz von Garmadon und macht sich mit seiner Armee auf den Weg nach Ninjago. Die Ninja kehren auf Lloyds Ultradrachen nach Ninjago zurück und sind gezwungen, Lloyd zu verteidigen, während sie nacheinander von der dunklen Materie getroffen werden, so dass Lloyd sich dem Ultrabösen allein stellen muss. Das Ultraböse verwandelt sich in einen riesigen dunklen Drachen, aber Lloyd nutzt seine goldene Kraft, um das Ultraböse in einer Lichtexplosion zu vernichten, die Garmadon vom Bösen befreit und Lloyd in den Goldenen Ninja verwandelt.

## Episoden
| Nr. (ges.) | Nr. (St.) | Deutscher Titel                                     | Originaltitel                | Regie                      | Drehbuch                                 | Premiere USA  | Dt. Premiere D |
| ---------- | --------- | --------------------------------------------------- | ---------------------------- | -------------------------- | ---------------------------------------- | ------------- | -------------- |
| 14         | 1         | Finsternis zieht herauf                             | Darkness Shall Rise          | Michael Helmuth Hansen     | Dan Hageman & Kevin Hageman              | 18. Juli 2012 | 20. Jan. 2013  |
| 15         | 2         | Piraten gegen Ninja                                 | Pirates vs. Ninja            | Trylle Vilstrup            | Dan Hageman & Kevin Hageman              | 25. Juli 2012 | 20. Jan. 2013  |
| 16         | 3         | Die falschen Ninja                                  | Double Trouble               | Martin Skov                | Dan Hageman, Kevin Hageman & Joel Thomas | 1. Aug. 2012  | 27. Jan. 2013  |
| 17         | 4         | Das Ninjaball-Rennen (Alternativ: Ninjaball Rennen) | Ninjaball Run                | Timothy Ostergaard Paulsen | Dan Hageman, Kevin Hageman & Joel Thomas | 8. Aug. 2012  | 27. Jan. 2013  |
| 18         | 5         | Wieder jung! (Alternativ: Kinderspiel)              | Child’s Play                 | Michael Helmuth Hansen     | Dan Hageman & Kevin Hageman              | 15. Aug. 2012 | 3. Feb. 2013   |
| 19         | 6         | Die Zeitreise                                       | Wrong Place, Wrong Time      | Trylle Vilstrup            | Dan Hageman & Kevin Hageman              | 22. Aug. 2012 | 3. Feb. 2013   |
| 20         | 7         | Lloyds Mutter Misako                                | The Stone Army               | Martin Skov                | Dan Hageman & Kevin Hageman              | 3. Okt. 2012  | 10. Feb. 2013  |
| 21         | 8         | Die Steinsamurai                                    | The Day Ninjago Stood Still  | Peter Hausner              | Dan Hageman, Kevin Hageman & Joel Thomas | 10. Okt. 2012 | 10. Feb. 2013  |
| 22         | 9         | Die Reise zum Tempel des Lichts                     | The Last Voyage              | Michael Helmuth Hansen     | Dan Hageman, Kevin Hageman & Joel Thomas | 17. Okt. 2012 | 17. Feb. 2013  |
| 23         | 10        | Der Tempel des Lichts                               | Island of Darkness           | Trylle Vilstrup            | Dan Hageman & Kevin Hageman              | 24. Okt. 2012 | 24. Feb. 2013  |
| 24         | 11        | Die dunkle Uhr                                      | The Last Hope                | Martin Skov                | Dan Hageman, Kevin Hageman & Joel Thomas | 7. Nov. 2012  | 24. Feb. 2013  |
| 25         | 12        | Garmadons neue Maschine                             | Return of the Overlord       | Peter Hausner              | Dan Hageman & Kevin Hageman              | 14. Nov. 2012 | 24. Feb. 2013  |
| 26         | 13        | Der Ultimative Spinjitzu-Meister                    | Rise of the Spinjitzu Master | Michael Helmuth Hansen     | Dan Hageman & Kevin Hageman              | 21. Nov. 2012 | 24. Feb. 2013  |

## Reguläre Lego-Sets zur Staffel
Die meisten der Sets dieser Staffel sind kaum oder gar nicht mehr im Laden zu finden, da diese nicht mehr hergestellt werden.
Unter dem Titel The Final Battle (übersetzt Die letzte Schlacht) erschienen Anfang 2013 6 Lego-Sets zu Staffel 2.
| Name              | Artikelnummer | Teile     | Preis (UVP) |
| ----------------- | ------------- | --------- | ----------- |
| Kais Feuerroboter | 70500         | 102 Stück | 9,99 €      |
| Samurai-Bike      | 70501         | 210 Stück | 19,99 €     |
| Coles Powerbohrer | 70502         | 171 Stück | 19,99 €     |
| Goldener Drache   | 70503         | 252 Stück | 29,99 €     |
| Garmatron         | 70504         | 328 Stück | 39,99 €     |
| Tempel des Lichts | 70505         | 565 Stück | 69,99 €     |

## Bewertung (USA)
Die Premiere von Staffel 2 wurde in Amerika am Mittwoch, dem 18. Juli 2012, als Top-Sendung des Tages ausgestrahlt und erreichte mehr als 2,8 Millionen Zuschauer. Sie war die meistgesehene Sendung am Mittwoch um 20.00 Uhr bei Kindern im Alter von 6–11 und 9–14 Jahren. Die Serie führte Cartoon Network zur Nummer eins der Fernsehsender am Mittwochabend bei Kindern im Alter von 2–11 Jahren. Die Staffelpremiere steigerte die durchschnittlichen Einschaltquoten um zwei- und dreistellige Werte im Vergleich zur ursprünglichen Premiere von Staffel 1 im selben Zeitraum.